# 荚果

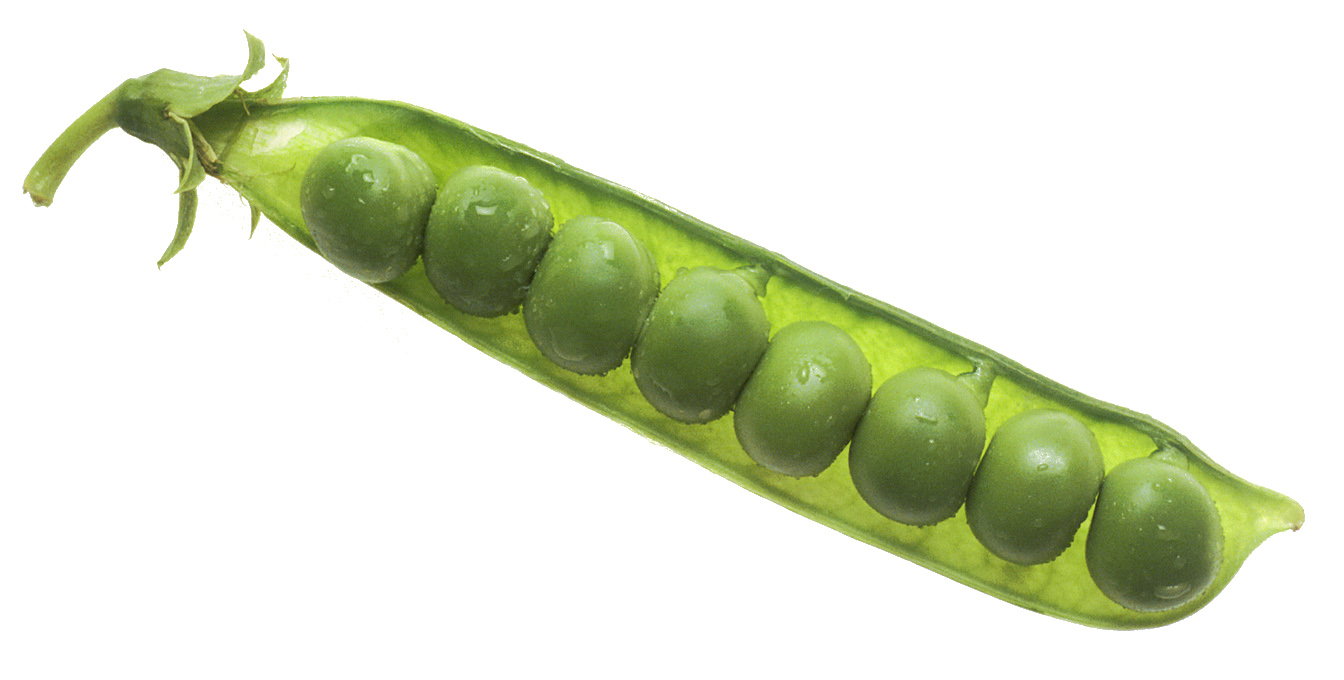
荚果：豌豆的果实

荚果是果实的一种类型，属于单果，是豆科植物特有的果实类型，心皮只有一枚（單心皮）。许多荚果以及其中包含的种子被人类当作蔬菜、粮食或中药食用，如大豆、豌豆、槐树角等，常见的荚果包括紫花苜蓿（alfalfa，原产于伊朗），三叶草属（clover），豌豆（peas），豆类（beans），鹰嘴豆（chickpeas），小扁豆（lentils），羽扇豆（lupin bean）， mesquite， 长角豆（carob），黄豆（soybeans），花生（peanuts）以及酸豆（tamarind）。荚果由单心皮雌蕊发育而成，在发育过程中沿心皮愈合处形成腹缝线，与腹缝线相对处形成背缝线，一些荚果在成熟之后會沿腹縫線和背缝线开裂（成熟後分裂成兩片），将种子崩散，荚果内一般含多粒种子沿着腹缝线着生，偶见仅有一枚种子的荚果，如紫穗槐、水黃皮。荚果的果皮多样，有些物种表面光滑如豌豆，有些物种表面被毛如大豆，有些果皮肉质如槐，荚果萼片宿存，着生于果蒂一侧。
有些種類的莢果成熟後，會呈現一節節斷落的現象，稱節莢果，例如山螞蝗屬的豆科稙物(蠅翼草)。
其他如鳳凰樹、黃蝴蝶、羊蹄甲、刺桐、相思樹、水黃皮、盾柱木、阿勃勒等都屬於莢果。